# 알렉스 그린왈드

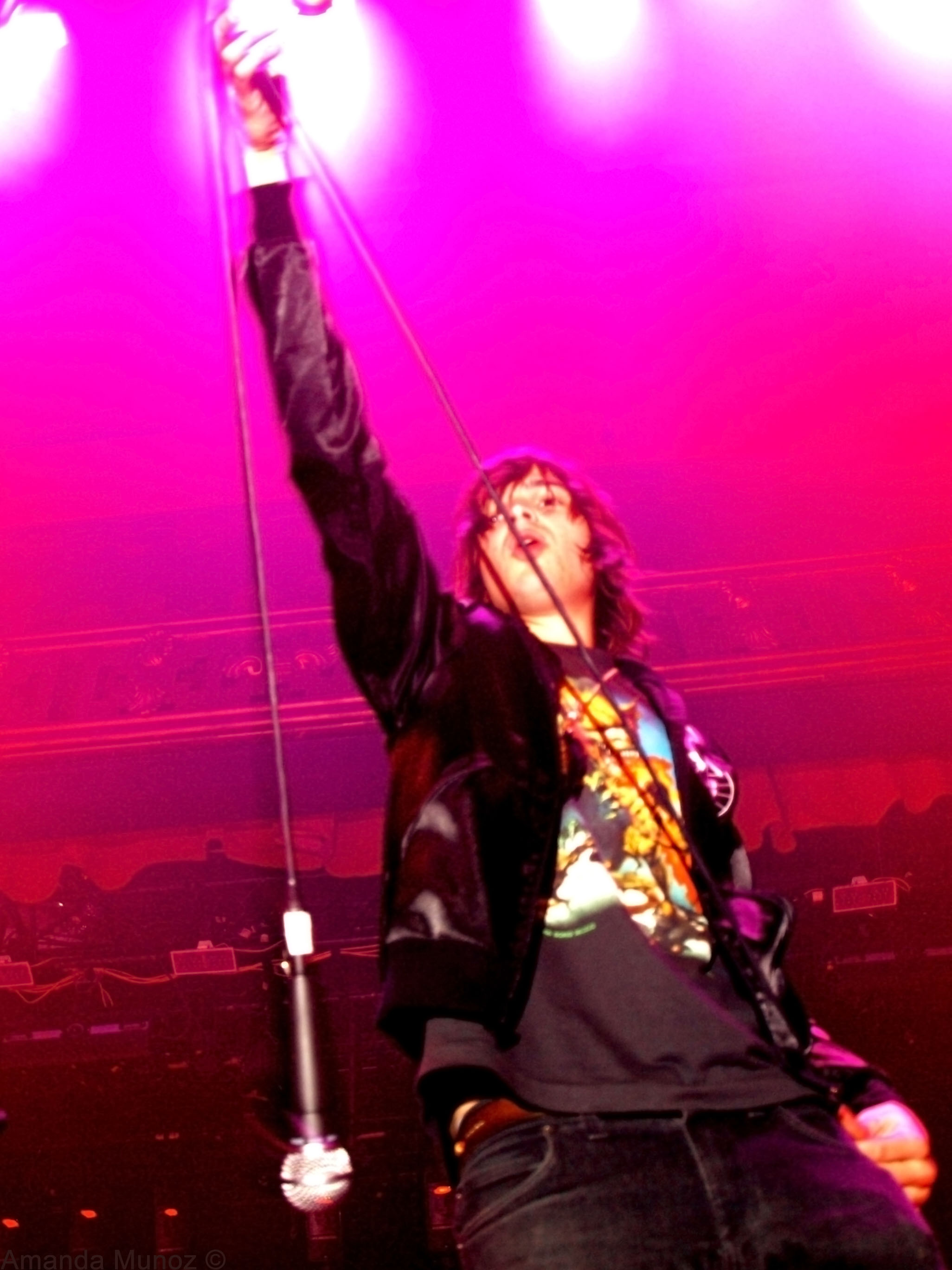

알렉스 그린왈드(Alex Greenwald, 1979년 10월 9일 ~ )는 미국의 배우, 가수, 모델, 음악 프로듀서이다.
로스앤젤레스에서 태어났다.

## 영화
- 도니 다코 (2001년) - 세스 드블린 역
- 아빠가 최면에 걸렸어요 (1994년)
- 더 할로윈 트리 (1993년)